# Jardin de Péceli út
Le Jardin de Péceli út (en hongrois : Péceli úti kert természetvédelmi terület) est une aire protégée située à Budapest et dont le périmètre est caractérisé comme d'intérêt local.